# Fayanzong
Fayanzong (法眼宗; kor. pŏban chong | jap. hōgen-shū | wiet. Pháp Nhãn tông) – chińska szkoła chan założona przez mistrza chan Fayana Wenyi i będąca jedną z pięciu szkół chan jego środkowego okresu rozwoju, zwanych Pięcioma domami chan.

## Historia i styl nauczania
Była to ostatnia z tych pięciu szkół i przetrwała przez krótszy czas niż pozostałe cztery. Powstała na południowym wschodzie Chin w mieście Shengzhou, obecnie Nankin. Głównym klasztorem szkoły był Qingliang. Szkoła ta rozkwitała przez trzy pokolenia mistrzów, jednak po piątym pokoleniu przestała istnieć.
Tak jak inne tradycje chan, tak i ta odzwierciedlała cechy jej założyciela. Fayan był niezwykle wykształconym mnichem. Wiemy, że studiował zarówno Winaję jak i klasykę taoistyczną i konfucjańską. Jednak przede wszystkim był głęboko związany z naukami sutry Awatamsaki. Studiował teksty patriarchów szkoły Awatamsaki Dushuna (557-640) i Fazanga (643-712). Sam Fayan był człowiekiem bardzo łagodnym i także styl nauczania w jego szkole cechował się łagodnością, bez użycia kija chan, okrzyków i innych gwałtownych metod.
Chociaż nauczanie oparte było na sutrze Awatamsace, to Fayan był jednak przede wszystkim znakomitym mistrzem chan. Niezwykle precyzyjnie używał pytań i odpowiedzi. Jedną z jego ulubionych metod było używanie repetycji, dokładnego powtórzenia słowa, wyrażenia czy całego zdania. To był czysty chan. Mistrz używał także często słownych paradoksów, nazwanych później Koanami.
Styl szkoły porównywano często do walki na ostre miecze. Znaczenie słów musiało bowiem ściśle odpowiadać znaczeniu doświadczenia, w więc ważne było osobiste przeżycie, doświadczenie i wprowadzenie nauk do codziennego życia. Jeden z mistrzów chan tak powiedział o tej szkole:
Słysząc dźwięk, rozumieją drogę. Widząc formę, oczyszczają umysł. Wyraźny cel jest ukryty w ich wersach; w brzmieniu słów jest echo.
Oto przykład dialogu mistrza z uczniem:
Mnich zapytał Jeśli chodzi o palec, to nie chcę pytać o niego. Ale czym jest księżyc?
Mistrz odpowiedział Gdzie jest palec, o który nie chcesz pytać?
Więc mnich powiedział Odnośnie księżyca, to nie chcę pytać o niego. Lecz czym jest palec?
Mistrz odparł Księżyc!
Mnich sprzeciwił się Pytałem o palec, dlaczego odpowiedziałeś mi księżyc?
Mistrz rzekł Ponieważ pytałeś mnie o palec!

## Nauki
W tradycji fayan nauki szkoły huayan (Sutra Awatamsaka to w jęz. chińskim Huayanjing) odgrywały wielką rolę. Fayan i jego następcy nauczali, że wszystkie rzeczy są xin - czyli umysłem. Znaczyło to, że każda forma w świecie była wytworem umysłu i dlatego nie tylko go opisywała, ale i przedstawiała. Nie pomijając prawdziwego człowieka szkoła ta dochodziła do tego samego celu, co inne, jednak przez otwarcie oczu swych uczniów na bezgraniczne horyzonty kosmosu. Wszystkie rzeczy we wszechświecie mówią o absolucie i prowadzą do niego. Uczniów więc prowadzono do osiągnięcia absolutnego poziomu, na którym ten, kto osobiście doświadczył tej Dharmy, pozostawał niezmienny, stały – pośród zmiennych i niestałych zjawisk tego świata. Na tym poziomie zasadnicza, prawdziwa natura i jej zewnętrzne wyrażenie trwają wiecznie, a działanie i zasada nie są już więcej dualizmem.
Jednym z elementów nauczania było Sześć atrybutów istnienia, czyli zestaw trzech dualistycznych par:
- całość i zróżnicowanie
- tożsamość (podobieństwo) i różnice
- stawanie się i zanikanie

Obrazowane one były kołem, które reprezentowało aspekty rzeczywistości, które nie są ani identyczne, ani różne. Sam mistrz Fayan tak to wyjaśniał:
| Znaczenie tych sześciu atrybutów huayan leży w tym, że wewnątrz tożsamości już istnieje zróżnicowanie. Bowiem zróżnicowanie [tylko po to] aby być różnym od tożsamości w żaden sposób nie mogło być intencją wszystkich buddów. Tą intencją wszystkich buddów jest zarówno całość jak i zróżnicowanie. Jak może istnieć zarówno tożsamość i różnica? Kiedy męskie ciało wchodzi w samādhi, ciało kobiece nieróżni się od niego. Wtedy warunki niezróżnicowania zostają przekroczone. Kiedy 10,000 rzeczy jest całkowicie jasnych, wtedy nie ma ani rzeczywistości (chin. li – zasada, noumen), ani zjawisk (chin. shi – materia, zjawiska, fenomen). |

Fayan uważał, iż kontemplowanie tego koła, może doprowadzić do doświadczenia nauki o Jedności.
Sam mistrz zademonstrował podstawowy wgląd szkoły huayan dotyczący różnicy w tożsamości i tożsamości w różnicy podczas zgromadzenia mnichów na jego wykładzie Dharmy. W pewnym momencie Fayan wskazał na bambusową zasłonę na oknie. Dwóch mnichów wstało, podeszło do zasłony i podwinęło ją. Mistrz powiedział Jeden ma TO, a drugi nie.

## Dalsze losy szkoły
Uczeń Fayana i jego spadkobierca Dharmy mistrz chan Tiantai Deshao (891–971) poprowadził dalej szkołę, jednak odszedł częściowo od prostej linii chanu, i zaadaptował nauki szkoły tiantai. Nie było to dobre dla dalszych losów fayanzong, gdyż tradycja tiantai straciła w tym okresie popularność.
Jego spadkobierca Dharmy, znakomity mistrz chan Yongming Yanshou (904–975), dążył do pogodzenia i zjednoczenia wszystkich nauk Buddy w jednej tradycji. Aby rozpropagować swoje synkretyczne idee, napisał obszerne dzieło Zongjing lu, w którym proponuje połączenie praktyki szkoły Czystej Krainy, czyli powtarzania imienia buddy Amitabhy (chin. nianfo) z praktyką chan. Został uznany za pierwszego patriarchę szkoły Czystej Krainy. A jego idee spełniły się w czasie dynastii Song.
Inny z uczniów Tiantaia Deshao – Yong’an Daoyuan (daty nieznane), jest jednym z ważnych mistrzów chan w jego historii. Napisał obszerną historię chanu Jingde chuandeng lu, z której poznać można życiorysy mistrzów chan i ich nauczanie. W jego dziele znalazło się także wiele materiału związanego z owymi paradoksami słownymi, nazwanymi później Koanami. I właśnie to w wielkiej mierze przyczyniło się do powstania chanu gong’anowego.
W ciągu trzech pokoleń mistrzów chan od mistrza założyciela Fayana szkoła ta, dzięki poparciu władz Wuyue osiągnęła niebywały rozkwit i status. Jednak całkowicie zaniknęła po piątym pokoleniu. Ponieważ Chuandeng lu została napisana w 1004 r. niewiele wiadomo o liniach przekazu i historii szkoły po tym roku.
Szybki upadek tej tradycji należy przypisać jej uzależnieniu od wsparcia państwowego. Gdy państwo Wuyue, na którego terenie szkoła się rozwijała, upadło, upadła także szkoła fayan.

## Linia przekazu Dharmy zen
Pierwsza liczba oznacza liczbę pokoleń mistrzów od 1 Patriarchy indyjskiego Mahakaśjapy.
Druga liczna oznacza liczbę pokoleń od 28/1 Bodhidharmy, 28 Patriarchy Indii i 1 Patriarchy Chin.
- 33/6. Huineng (638–713)
  - 34/7. Qingyuan Xingsi (660–740)
    - 35/8. Shitou Xiqian (700–790)
      - 36/9. Tianhuang Daowu (748–807)
        - 37/10. Longtan Chongxin (bd)
          - 38/11. Deshan Xuanjian(780–865)
            - 39/12. Xuefeng Yicun (822–908)
              - 40/13. Xuansha Shibei (835–908)
                - 41/14. Luohan Guichen (867–928)
                  - 42/15. Fayan Wenyi (885–958) szkoła fayan
                    - 43/16. Fa’an (zm. 976)
                    - 43/16. Bao'en Guangyi (bd)
                    - 43/16. Jingde Zhiyun (906-969)
                    - 43/16. Baota Shaoyan (899-971)
                    - 43/16. Lingyin Qingsong (bd)
                    - 43/16. Bao’en Huiming (889-959)
                    - 43/16. Baoci Wensui (bd)
                    - 43/16. Daofeng Huizhu (bd) działał w Korei
                    - 43/16. Yongming Daoqian (zm. 961)
                    - 43/16. Langye Huichao (zm. 979)
                    - 43/16. Luohan Shouren (bd)
                    - 43/16. Baizhang Daochang (zm. 991)
                      - 44/17. Qixian Chengshi (bd)

                    - 43/16. Guizong Yirou (bd)
                      - 44/17. Luohan Xinglin (bd)
                      - 44/17. Qixian Chengshi (bd)

                    - 43/16. Tiantai Deshao (891–972) 
                      - 44/17. Yongming Yanshou (904–975) autor Zongjing lu (ok. 961 r.) (Zapiski źródła-lustra)
                        - 45/18. Fuyang Zimeng (bd)
                        - 45/18. Zhaoming Jin (bd)

                      - 44/17. Yong’an Daoyuan (bd) autor Jingde chuandeng lu (1004) (Księga [z okresu Jingde] o przekazie lampy)

                    - 43/16. Qingliang Taiqin (zm. 974)
                      - 44/17. Yunju Daoqi (929–997)
                        - 45/18. Lingyin Wensheng (zm. 1025)
                        - 45/18. Longhua Wucheng (bd)
                        - 45/18. Ruiyan Yihai (970–1025)
                        - 45/18. Huiri Zhida (bd)

## Zobacz
- Chan
- Huayan